# Giralda Sur
Giralda Sur es un barrio de Sevilla (España), que pertenece al distrito Sur. Está situado en la zona noroeste del distrito. Limita al norte con el barrio La Buhaira; al este, con el barrio de El Plantinar; al sur, con los barrios de Felipe II-Los Diez Mandamientos y Tiro de Línea-Santa Genoveva; y al oeste, con el barrio de Huerta de la Salud.

## Lugares de interés
- Facultad de Derecho (Universidad de Sevilla)
- Facultad de Ciencias del Trabajo (Universidad de Sevilla)